# Fires of Kuwait
Fires of Kuwait è un cortometraggio documentario del 1992 diretto da David Douglas candidato al premio Oscar al miglior documentario.